# Piliocolobus tephrosceles
Procolobus tephrosceles là một loài động vật có vú trong họ Cercopithecidae, bộ Linh trưởng. Loài này được Elliot mô tả năm 1907.

## Hình ảnh

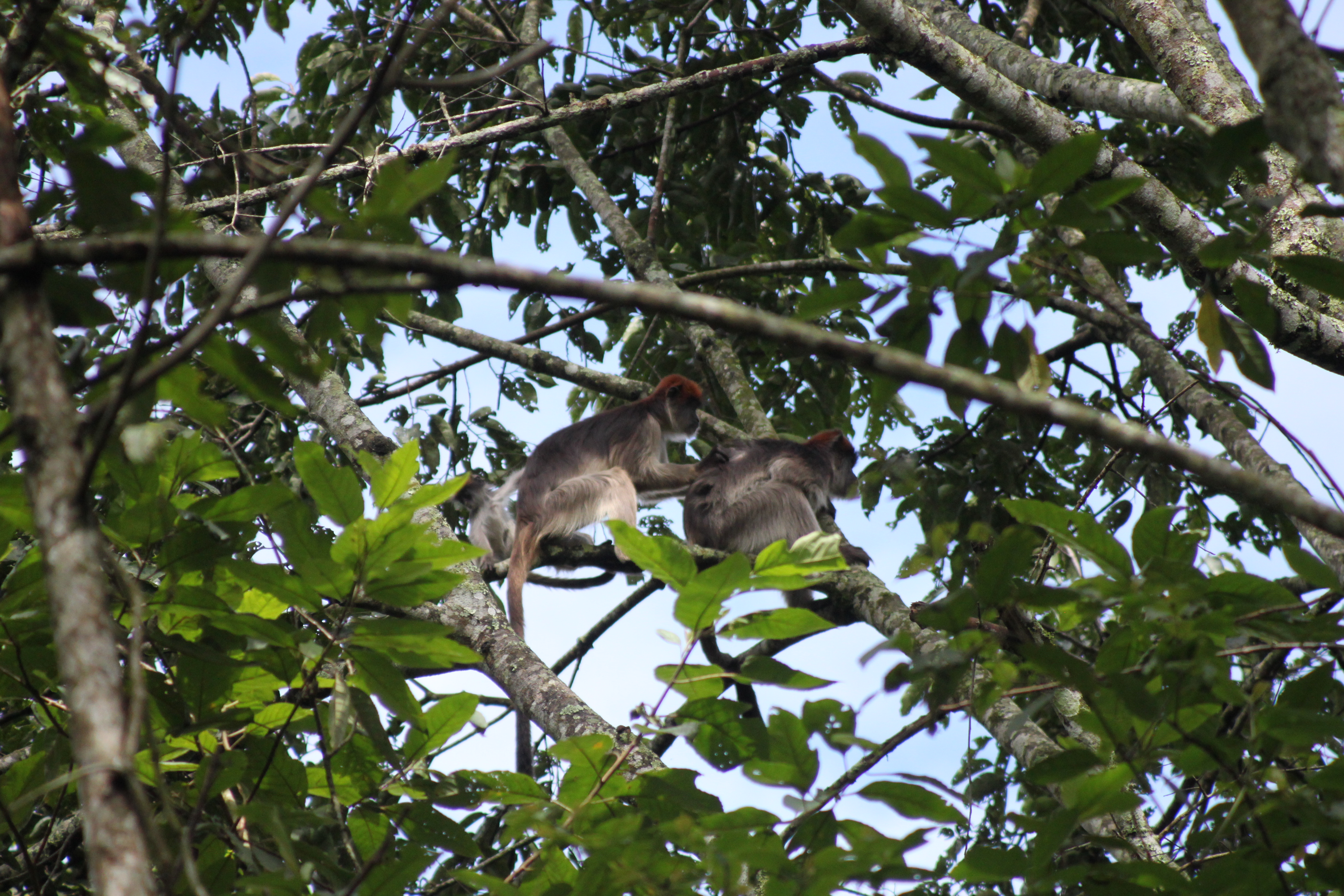
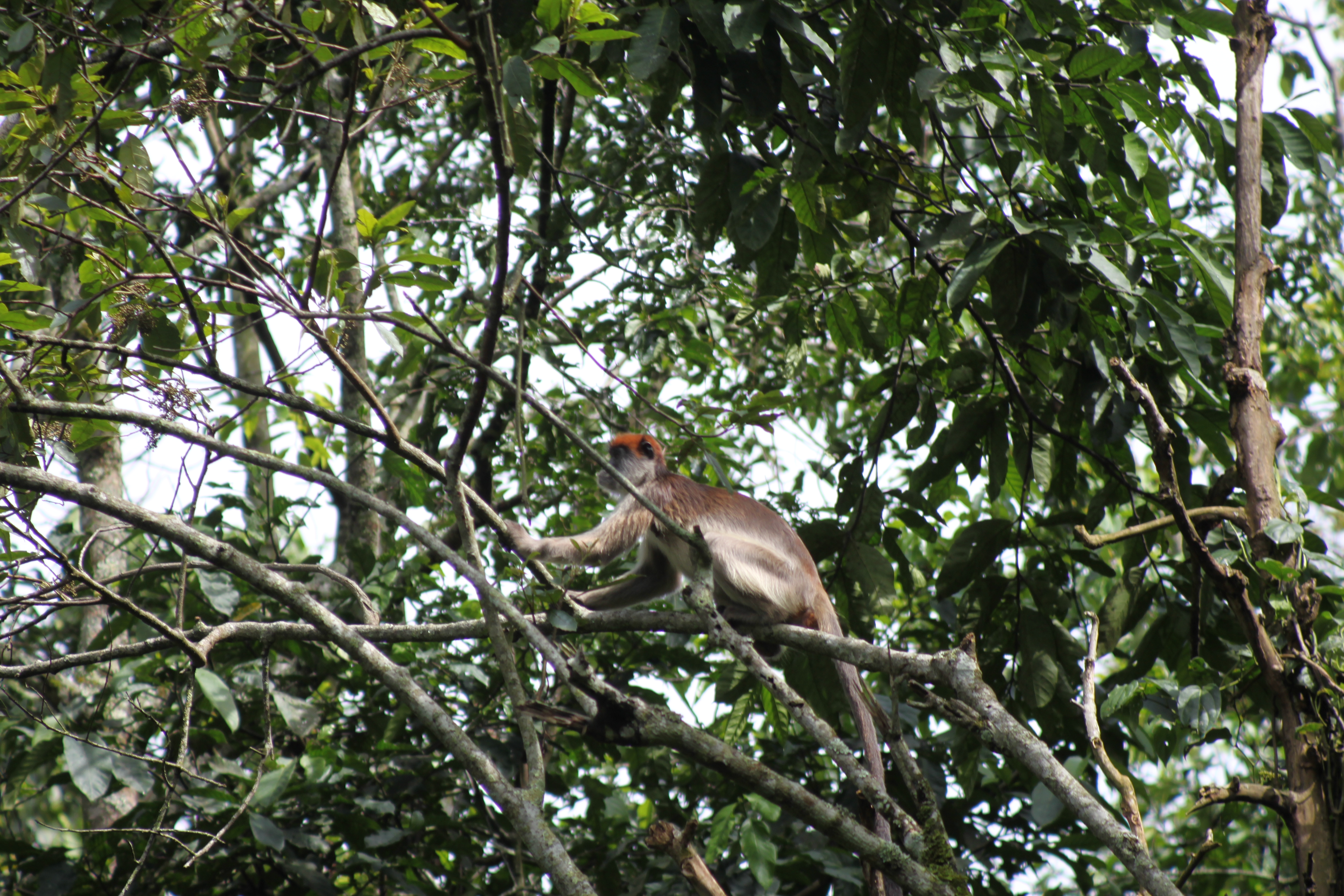
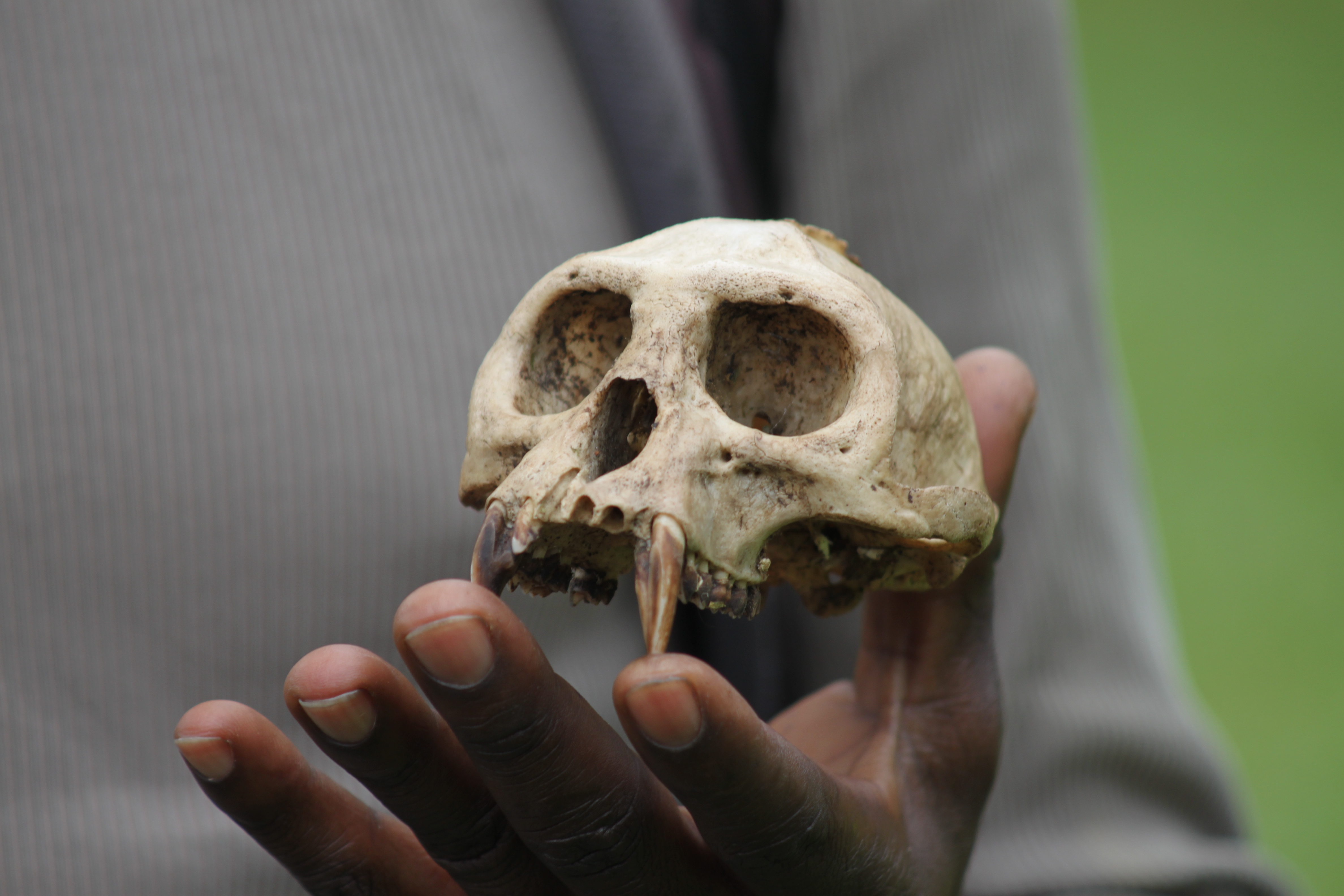